# Polscy uchodźcy na Węgrzech w latach 1939–1945

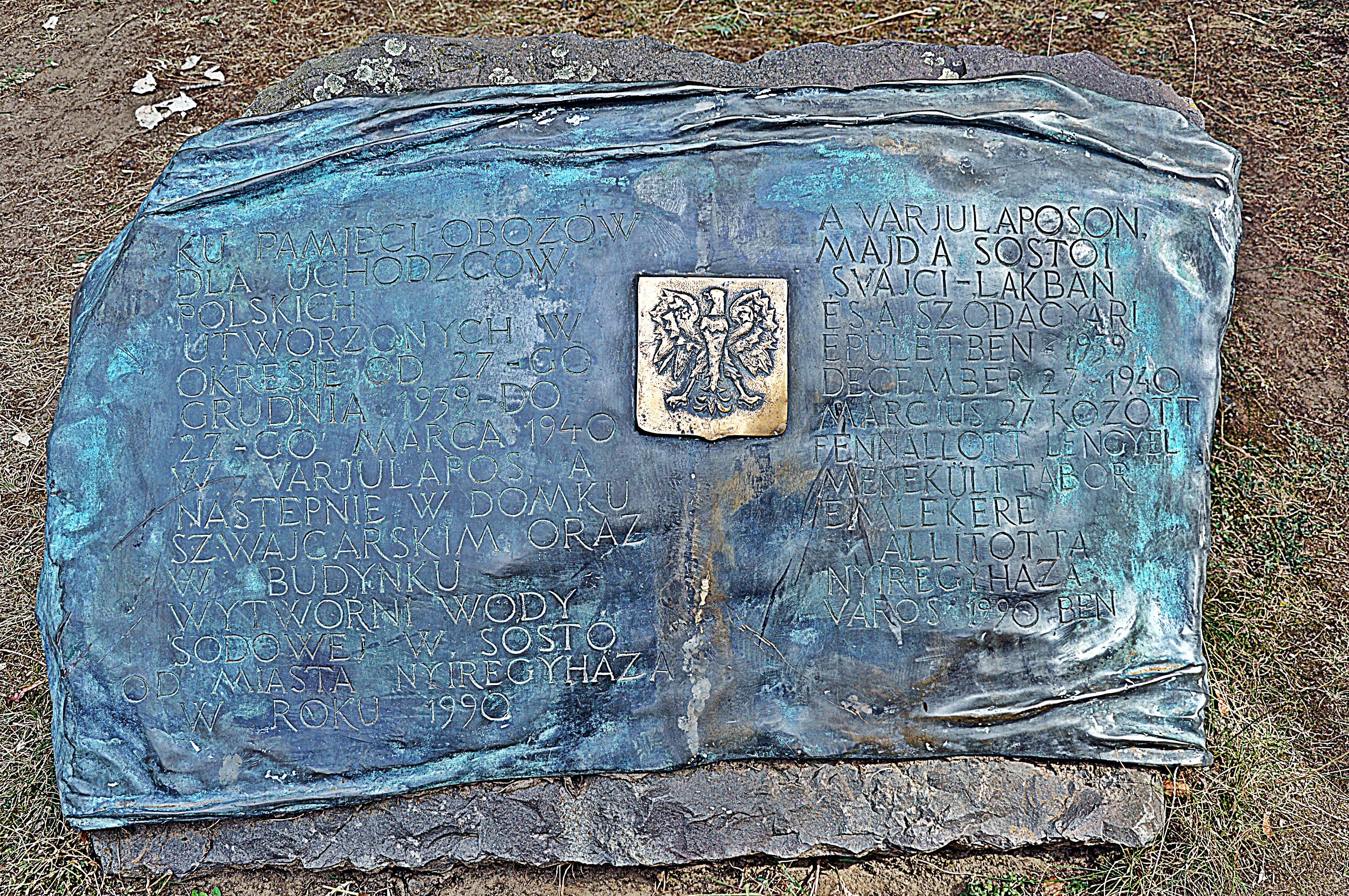
Tablica w Sóstófürdő poświęcona pamięci obozów dla uchodźców polskich

Polscy uchodźcy na Węgrzech w latach 1939–1945 – obywatele RP, którzy w konsekwencji agresji Niemiec i ZSRR na Polskę we wrześniu 1939 r. znaleźli schronienie na terytorium graniczącego z Polską od 15 marca 1939 r. Królestwa Węgier.

## Historia

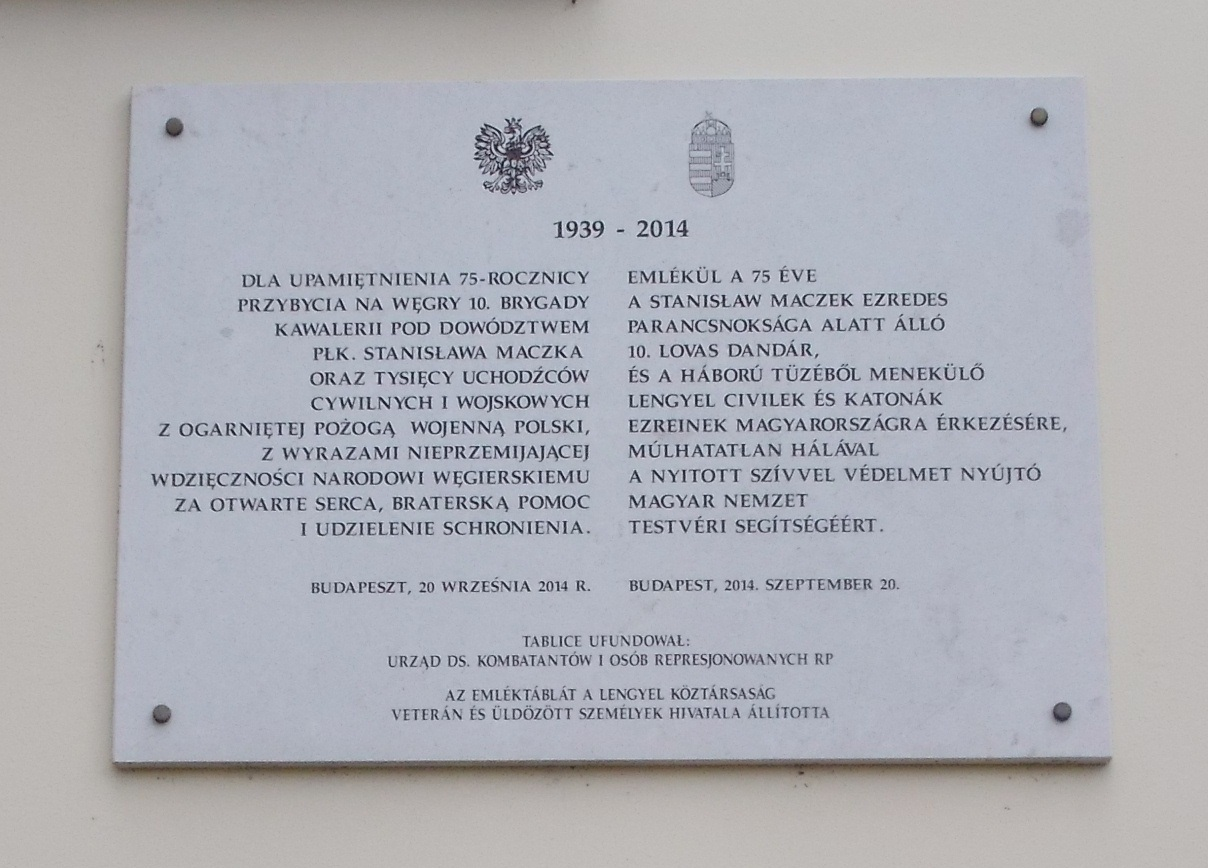
Tablica w Budapeszcie upamiętniająca przybycie na Węgry 10 Brygady Kawalerii pod dowództwem Stanisława Maczka

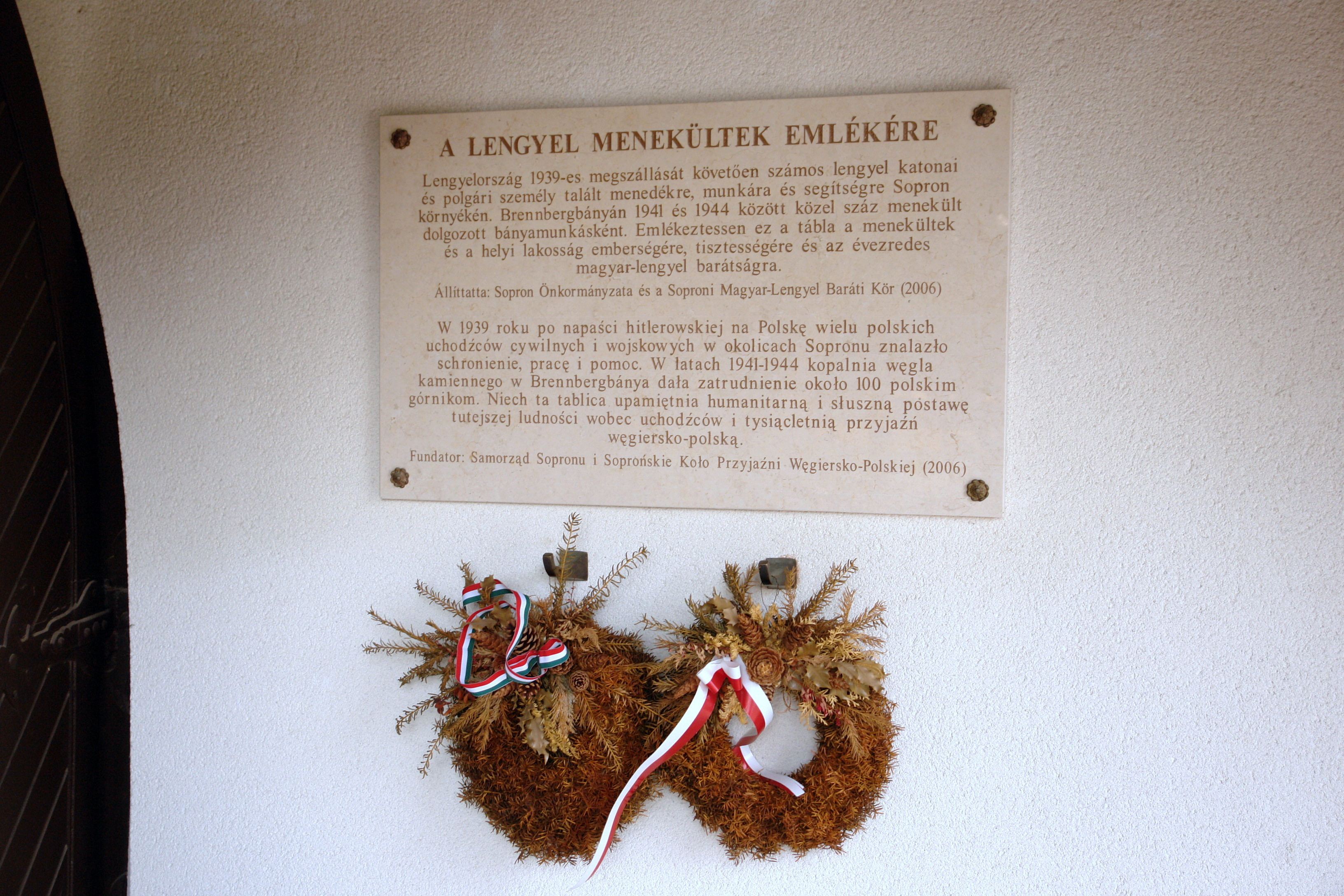
Tablica upamiętniająca polskich uchodźców w Sopronie

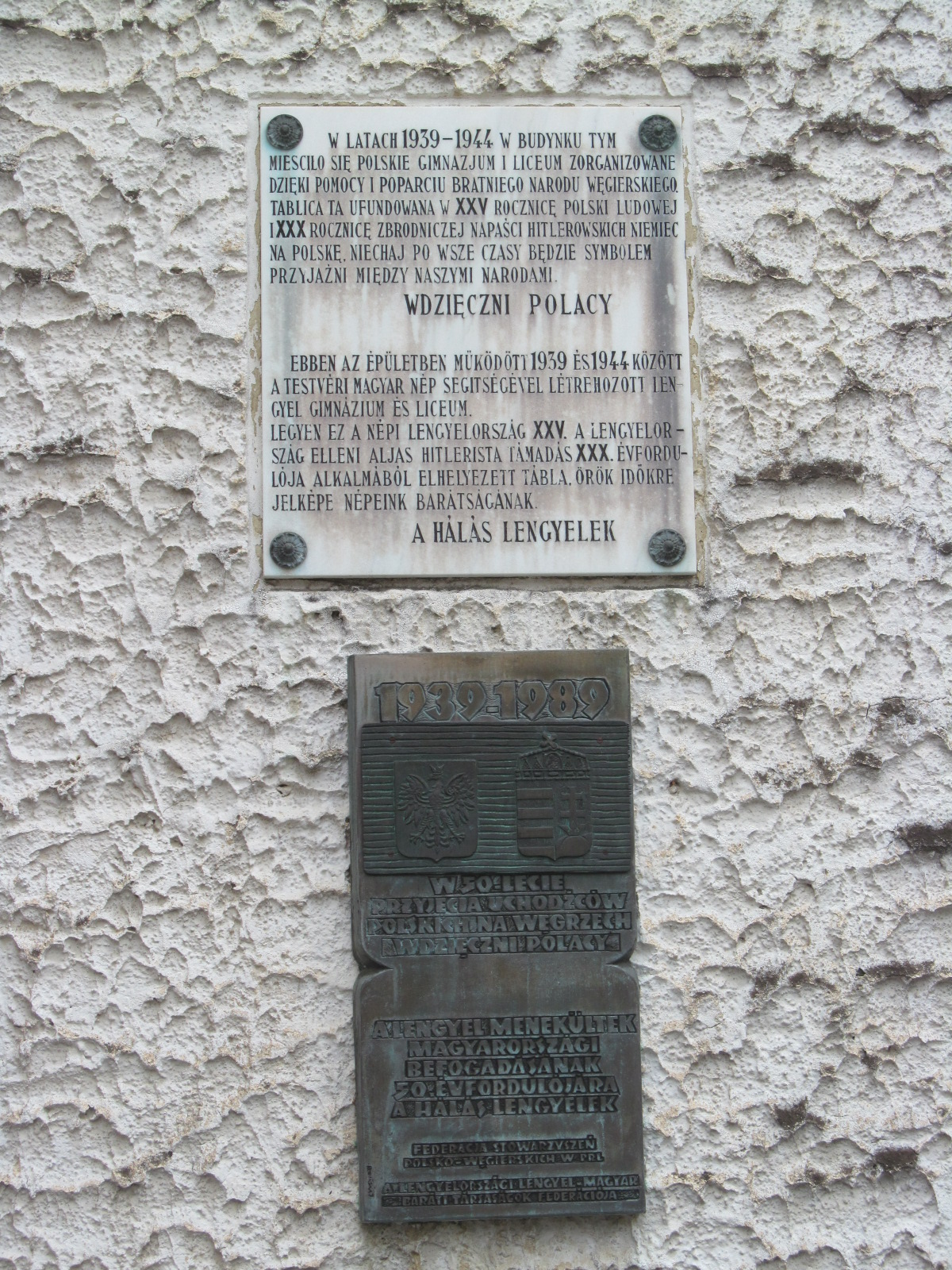
Tablica upamiętniająca gimnazjum polskie w Balatonboglár

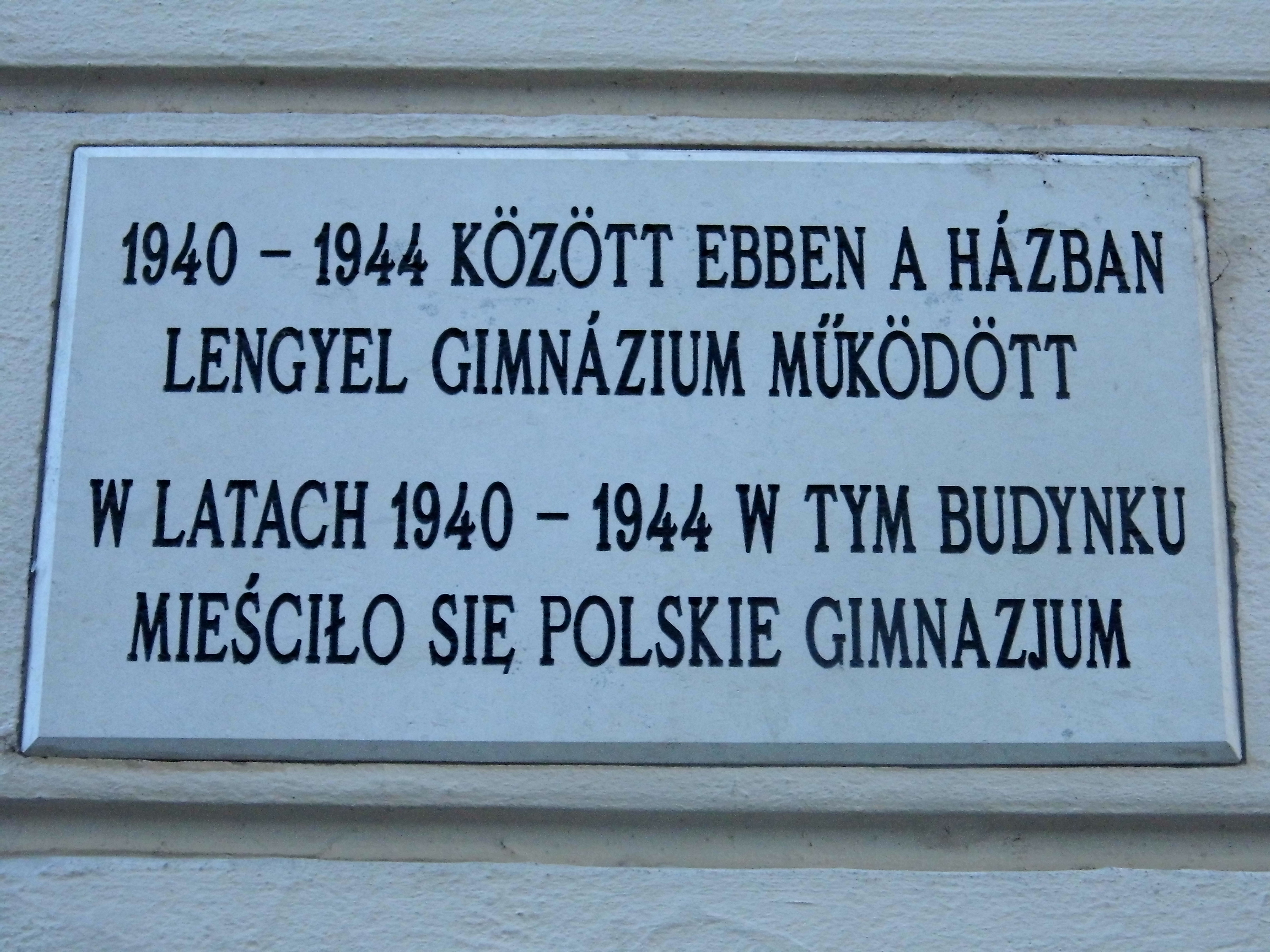
Tablica upamiętniająca polskie gimnazjum w Egerze

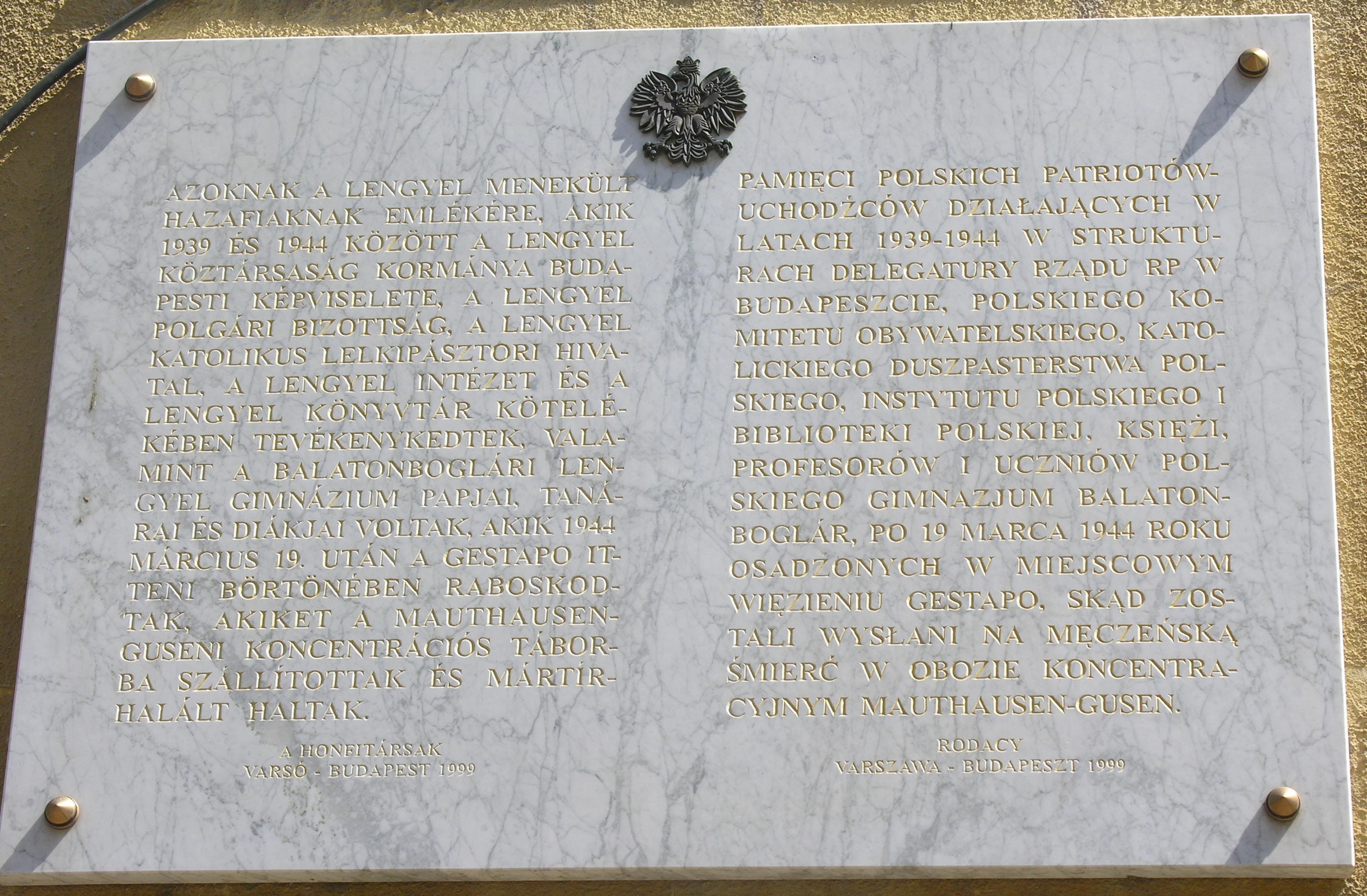
Tablica upamiętniająca polskich uchodźców w Budapeszcie

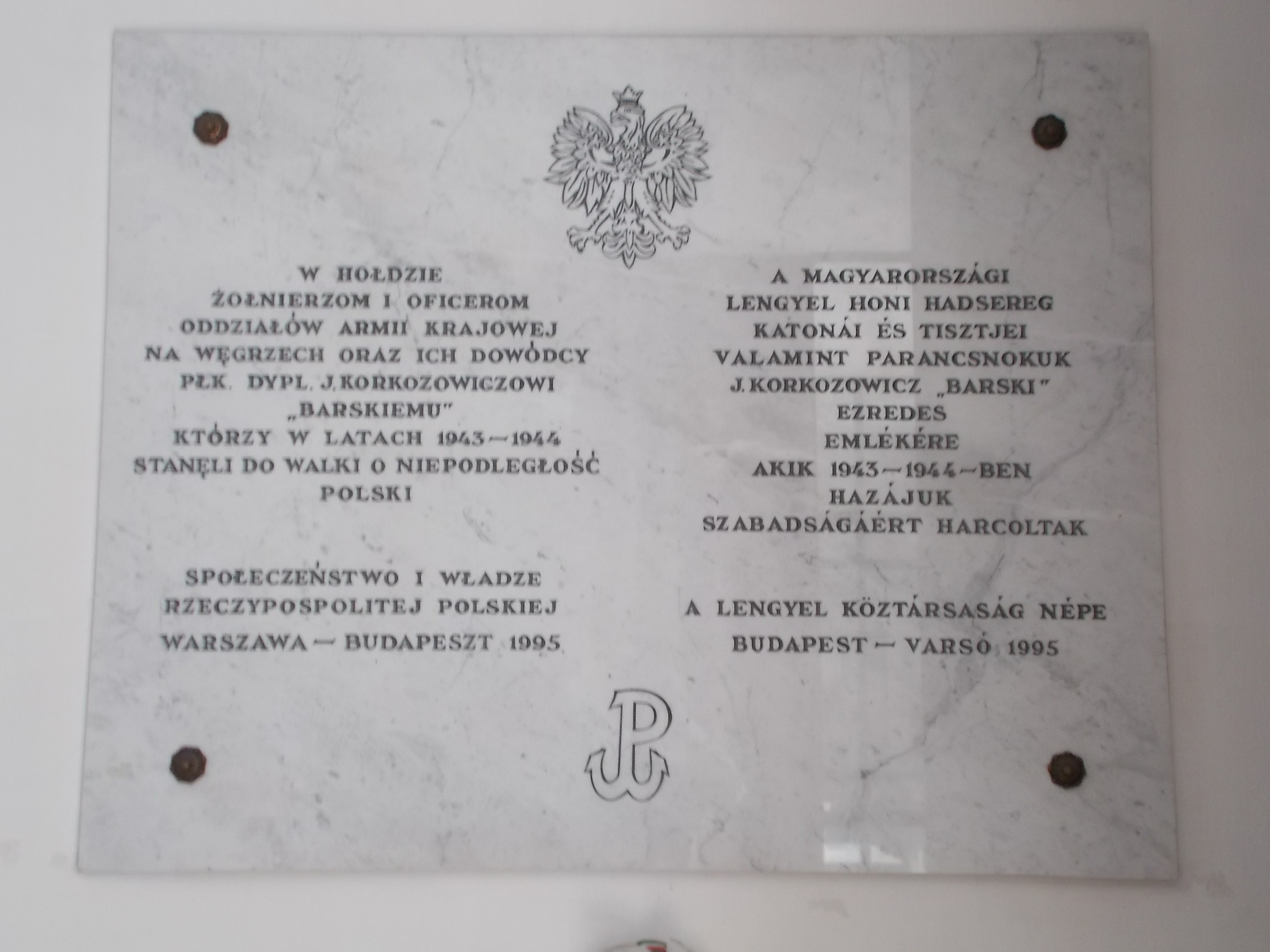
Tablica upamiętniająca żołnierzy Armii Krajowej na Węgrzech w Budapeszcie

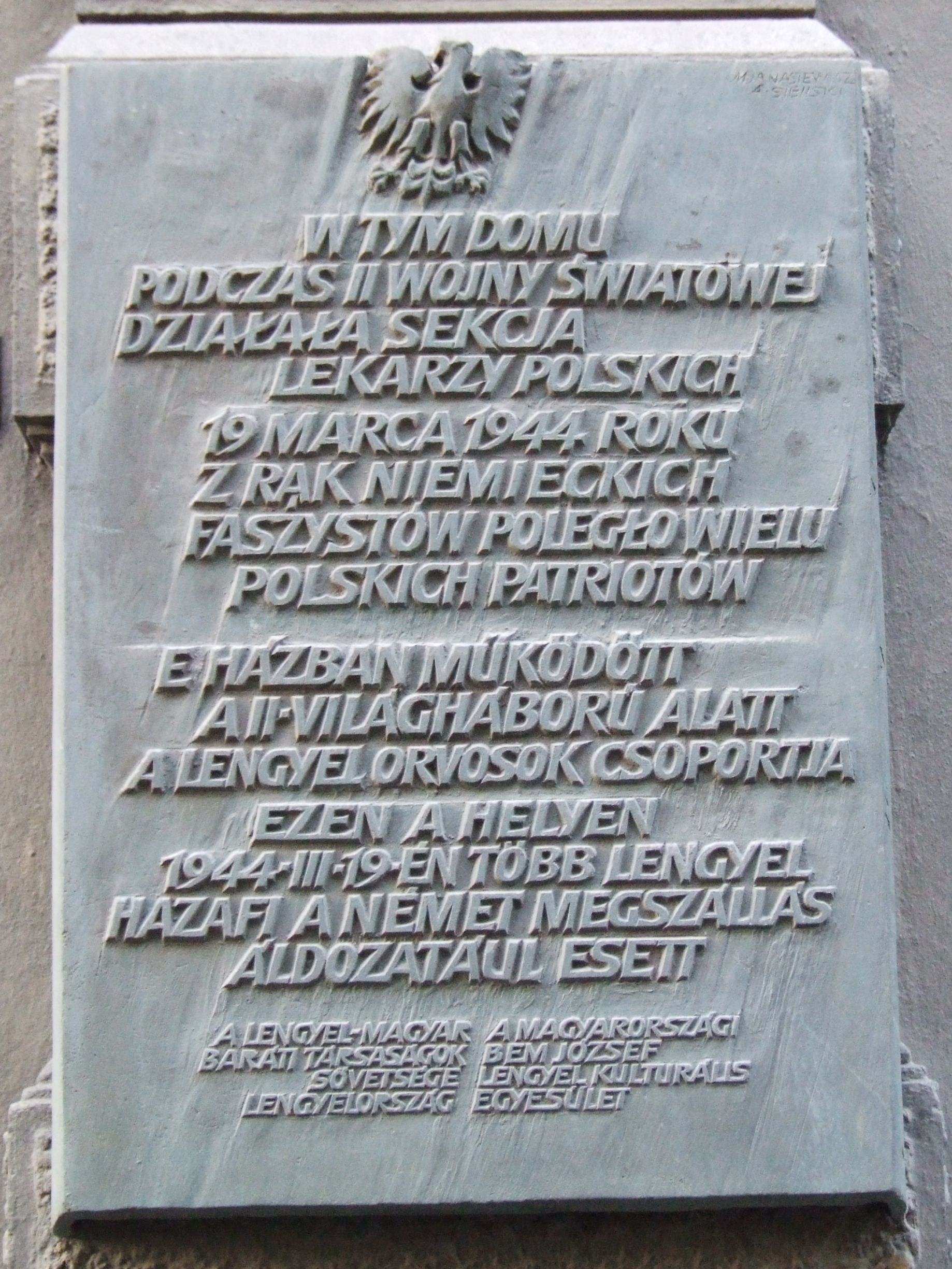
Tablica upamiętniająca lekarzy polskich w Budapeszcie

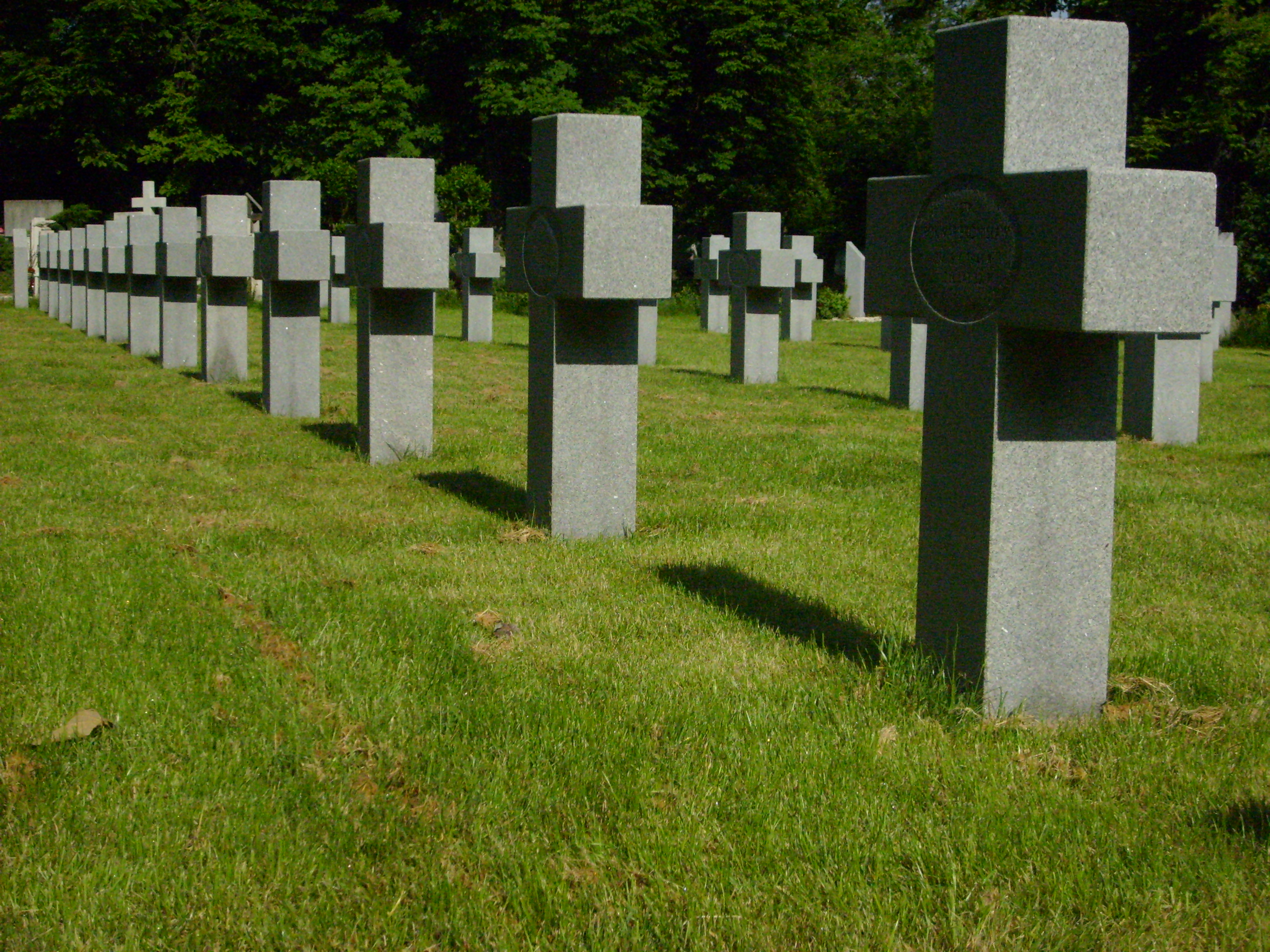
Polska kwatera wojenna w Budapeszcie na cmentarzu Új köztemető w Budapeszcie

Po agresji sowieckiej na Polskę 17 września 1939 r. władze II Rzeczypospolitej były zmuszone przekroczyć granicę polsko-rumuńską, a jakikolwiek opór zbrojny planowany na tzw. przedmościu rumuńskim stał się w obliczu natarcia Armii Czerwonej niemożliwy. 
Naczelny Wódz Edward Śmigły-Rydz wydał wobec powyższego rozkaz przekroczenia granicy polsko-rumuńskiej i polsko-węgierskiej przez wszystkie oddziały Wojska Polskiego. Nastąpił również masowy exodus ludności cywilnej, pragnącej schronić się przed agresorami. Pomimo że oddziały sowieckie w pierwszej kolejności starały się obsadzić granice, by uniemożliwić ewakuację Wojska Polskiego, indywidualne ucieczki trwały do końca 1939 r. – stałego obsadzenia granicy przez pograniczne wojska NKWD.
Jeden z oficerów polskich sil zbrojnych, wycofujących się na Węgry, we wrześniu 1939, zanotował nastepujacą scenę:

[...] Wyszliśmy na grzbiet. Przed nami zobaczyliśmy wysoką bramę, wzniesioną okrakiem na drodze, a na niej napis: WITAMY. Po obu stronach drogi , przy słupach bramy, stali węgierscy żandarmi w czarnych kapeluszach, w których mieli wpięte kogucie pióra.[...]

W konsekwencji na Węgrzech znalazło się ponad 140 000 polskich uchodźców cywilnych i wojskowych, w tym wiele dzieci. Rząd węgierskiego hr. Pála Teleki i komisarza rządowego ds. uchodźczych dr. Józsefa Antalla seniora, Polacy umieszczeni w obozach dla internowanych mogli je swobodnie opuszczać. Wojskowi byli w sposób zorganizowany (akcja o kryptonimie „Ewa”) ewakuowani przez funkcjonujące poselstwo polskie poprzez Jugosławię i Włochy do Polskich Sił Zbrojnych we Francji, wielu uchodźców robiło to na własną rękę. Z obozów położonych w pobliżu granicy z Jugosławią (Gyékényes, Csurgó, Babócsa, Barcs i innych) do wiosny 1940 r. do Francji przez Włochy zbiegło kilkadziesiąt tysięcy Polaków w ramach ewakuacji polskich żołnierzy na Zachód – przy milczącej aprobacie władz węgierskich. Formalnie za pomoc przy ucieczce z Węgier, groziła kara. Nikt jednak groźby tej nie brał poważnie – w 1939 r., w jednej z nielicznych w ogóle wytoczonych spraw, węgierski sąd wydał wyrok uniewinniający. Wyrok posłużył w przyszłości jako wykładnia do określenia statusu uchodźców polskich na Węgrzech. Opierając się na zarządzeniu węgierskiego Ministra Obrony, sąd orzekł, że pomoc udzielana Polakom zamierzającym opuścić Węgry nie jest pomocą w ucieczce więźnia ani czynem antypaństwowym. W uzasadnieniu sąd wyraził też opinię, że Polacy nie powinni być traktowani jako jeńcy wojenni, lecz jak przedstawiciele narodu zaprzyjaźnionego.
Wśród uchodźców w 1939 znalazły się znane osobistości, jak generałowie: Kazimierz Sosnkowski, Stanisław Maczek, płk Franciszek Skibiński, wiceminister spraw zagranicznych RP Jan Szembek, Stanisław Vincenz, Jan Reychman i inni. Większość z nich opuściła Węgry bez żadnych przeszkód jesienią 1939.
Do 1941 r. na Węgrzech działało poselstwo polskie na czele z posłem Leonem Orłowskim, uznawane przez władze w Budapeszcie. W praktyce jego głównym zadaniem było utrzymywanie kontaktu z okupowanym krajem. Było to możliwe dzięki poświęceniu kurierów przekraczających granicę w Karpatach. Ukazywała się prasa, z kilku źródeł (Międzynarodowy Czerwony Krzyż, rząd RP na emigracji i rząd Szwecji) napływały pieniądze dla uchodźców, działało siedemnaście różnych komitetów i organizacji emigracyjnych.
Szczególne duże zasługi w ratowaniu Polaków położył dr József Antall, kierownik sekcji ds. pomocy w Ministerstwie Spraw Wewnętrznych. Antall i Pál Domszky przygotowywali fałszywe dokumenty, dzięki którym specjalny pociąg Czerwonego Krzyża zabierał z Generalnego Gubernatorstwa na Węgry ich rodaków. Wśród nich często znajdowali się poszukiwani przez Gestapo Polacy. Pomocy w organizowaniu akcji przerzutowej Polaków z Węgier do Francji w latach 1939–1940 udzielały między innymi hr. Edit Weiss, hr. Ilona Andrássy i księżna Klára Odescalchi-Andrássy. Były one honorowymi członkiniami polskich organizacji społecznych, co sprawiało, że sprawy Polaków znajdowały zainteresowanie salonów politycznych. Środowiska arystokratyczne wpływały na regenta Horthyego, dzięki czemu akcja nielegalnego opuszczania Węgier przez Polaków była kontynuowana bez przeszkód.
W strukturze węgierskiego Ministerstwa Obrony powstał XXI oddział z płk. Marianem Steiferem na czele, zajmujący się sprawami internowanych polskich żołnierzy. Działający w ramach Ministerstwa Spraw Wewnętrznych IX oddział przejął z kolei sprawy cywilów. Powołano Lengyel Polgári Menekültek Képviselete (Przedstawicielstwo Polskich Uchodźców Cywilnych/Komitet Obywatelski do spraw Opieki nad Uchodźcami Polskimi). Głównym zadaniem tej struktury było niesienie pomocy przy nielegalnym przedostawaniu się Polaków z Węgier na Zachód i pomoc socjalna dla uchodźców. Henryk Sławik, prezes organizacji, wystawił setki fałszywych paszportów polskich, dzięki którym takie wyjazdy były możliwe. Posługiwano się przy tym autentycznymi dokumentami nieżyjących, lub deportowanych Polaków z Kresów Wschodnich, przywożonymi przez kurierów do Budapesztu. Wyjazdy Polaków z Węgier do Francji ułatwiała również specjalna komórka przy policji budapeszteńskiej, zajmująca się ruchem cudzoziemców w stolicy. Kierowało nią czterech Polaków z Józefem Jakubcem na czele, który przed wojną zajmował się zwalczaniem komunistycznej propagandy na terenie Polski. Komórka ta została później zlikwidowana na żądanie władz niemieckich. Jej były szef musiał zacząć się ukrywać.
Po wybuchu 22 czerwca 1941 wojny niemiecko-sowieckiej i podpisaniu układu polsko-sowieckiego (układ Sikorski-Majski) Polska i Węgry znalazły się w przeciwnych obozach (choć nigdy pomiędzy obu krajami nie istniał stan wojny). Po wypowiedzeniu, na żądanie Stalina Węgrom wojny przez Wielką Brytanię jesienią 1941 r. sytuacja Polaków na Węgrzech znacznie się pogorszyła. Teraz władze niemieckie mogły już kategorycznie żądać rozwiązania polskich struktur emigracyjnych, w dużej mierze wymykających się spod kontroli władz węgierskich. Węgierskie Ministerstwo Wojny nakazało zatem Ministerstwu Spraw Wewnętrznych wzmożenie kontroli polskich organizacji, gdyż „nie tylko nadużywają gościnności państwa węgierskiego, ale też naruszają jego interesy polityczne”. Powołano specjalny kilkuosobowy organ, którego zadaniem była kontrola napływających zza granicy środków finansowych.
Wybuch wojny na wschodzie i układ polsko-sowiecki z 1941 r. oznaczał również zmiany w położeniu polskich Żydów na Węgrzech. Pod naciskiem władz niemieckich w 1941 r. uchwalono na Węgrzech tak zwaną fajvédelmi törvény (ustawę o ochronie rasy), która obejmowała także Żydów z ziem polskich. Polonia węgierska zaangażowała się w akcję pomocy Żydom. Uczestniczył w niej między innymi kierujący polskim internatem w Rákóczifalva Stanisław Vincenz, który na fałszywych dokumentach przechowywał 35 dzieci. W okolicach Budapesztu na przełomie lat 1939/1940 powstało wiele takich przytułków (Csillaghegy, Szentendre, Leányfalu). W prowadzonej przez Polaków szkole w Balatonboglár uratowało się 123 dzieci żydowskich, a szkołą w Vác – gdzie znajdowały się wyłącznie żydowskie dzieci – dla zmylenia Niemców kierował katolicki ksiądz.
Azylem dla polskich dzieci była działająca od września 1940 r. do późnej jesieni 1943 r. szkoła w Balatonboglár (początkowo w Balatonzamárdi). Uczono w niej w języku polskim, a po otrzymaniu matury można było kontynuować naukę na węgierskich uniwersytetach. Szkoła, oficjalnie nazywana Obozem Cywilnych Uchodźców, była utrzymywana przez Ministerstwo Spraw Wewnętrznych Węgier. Dyrektor szkoły (Hieronim Urban, od 1944 r. Piotr Jędrasik) pełnił jednocześnie funkcję „starszego obozu”. Przez liceum w Balatonboglár przewinęło się około 800 dzieci. W całym kraju powstało 27 szkół elementarnych, w tym między innymi w Keszthely i Nagykanizsa. W obozach w Nagykanizsa i Bregencmajor prowadzono działalność kulturalną – kółka śpiewacze i teatrzyki marionetek. Należy pamiętać o tym, że kiedy dzieci polskie na terenach okupowanych poznawały okropieństwa wojny na równi z dorosłymi, polska młodzież na Węgrzech nie cierpiała głodu, nie brakowało jej nawet słodyczy – dzienna stawka utrzymania ucznia wynosiła 2 pengő, czyli równowartość 2 przedwojennych złotych (stawka dla nauczyciela – 4 pengő). Nauczyciele otrzymywali ponadto uposażenie miesięczne w wysokości 30 pengő. Wszystkie koszty finansowało węgierskie Ministerstwo Spraw Wewnętrznych.
Na Węgrzech redagowano pismo „Wieści Polskie”, ukazujące się do momentu zajęcia Budapesztu przez Niemców 15 marca 1944 r. Jego twórcą był pracownik poselstwa RP w Budapeszcie Jan Ulatowski, a współpracownikami – lektor języka polskiego na uniwersytecie w Budapeszcie dr Zbigniew Kościuszko i satyryk Zygmunt Bogucki. W latach 1939–1944, ukazywały się na Węgrzech 34 polskie tytuły prasowe.
W Budapeszcie działała parafia katolicka prowadzona przez polskich księży, którzy między innymi zasłużyli się ratowaniem żydowskich dzieci. Inicjatorem powołania na Węgrzech polskiego duszpasterstwa był o. Michał Zembrzuski, paulin z Jasnej Góry. W 1940 r., po opuszczeniu Węgier przez bp. Karola Radońskiego, duszpasterstwo wojskowych przejął ks. Anastazy Rutkowski, a cywilów o. Piotr Wilk-Witosławski (aresztowany przez Gestapo w 1944 r., więziony w KL Mauthausen i KL Gusen, po wojnie przebywał w USA, gdzie zmarł).
Działalność Kościoła polskiego (także wydawnicza) stanowiła ważny element wychowania patriotycznego. W czasie wojny wyświęcono na Węgrzech pięciu polskich księży. Polacy przebywający na Węgrzech otrzymywali pomoc za wstawiennictwem ks. Béli Vargi i nuncjusza papieskiego kard. Angelo Rotta. Jako poseł do węgierskiego parlamentu z ramienia Partii Drobnych Rolników ksiądz Varga posiadał immunitet poselski. To pozwalało mu pomagać w opuszczeniu Węgier Polakom poszukiwanym przez gestapo. Varga, za zgodą premiera Miklósa Kállaya, utworzył siatkę kurierską, dzięki której rząd węgierski przez rezydenta Akcji Kontynentalnej w Lizbonie płk. Jana Kowalewskiego i współpracującego z nim Jana Szembeka kontaktował się z państwami alianckimi. Generalnie jednak węgierska hierarchia kościelna z rezerwą traktowała „polityczne” zaangażowanie polskiego duchowieństwa.
Sprawami ochrony zdrowia uchodźców zajmował się Magyar-Lengyel Menekültügyi Bizottság (Węgiersko-Polski Komitet Opieki nad Uchodźcami). Były legionista – dr gen. Jan Kołłątaj-Srzednicki – kierował tą komórką, a także Sekcją Polską Lekarzy Czerwonego Krzyża na Węgrzech. Wspólnie z płk. Janem Barskim (dowódcą polskiej konspiracji wojskowej w Budapeszcie) organizowali dostawy leków – otrzymywanych bezpłatnie od węgierskiej firmy farmaceutycznej „Chinoin” – dla okupowanej Polski. Wielu lekarzy polskich prowadziło praktykę zawodową na terenie Węgier, kierowało aptekami (na przykład w gminie Kiskunlacháza kierowniczką apteki była Alina Wasilewska).
Pierwsze informacje o prześladowaniach Żydów w Generalnym Gubernatorstwie dotarły na Zachód przez Węgry. Przekazał je Marek Celt (Tadeusz Chciuk), który w przebraniu księdza wyruszył z Budapesztu do Szwajcarii. Towarzyszył mu w podróży ks. Varga z Balatonboglár, u którego na plebanii ukrywano przed agentami gestapo syna wicepremiera rządu londyńskiego – Mariana Mikołajczyka. Ksiądz Varga uczestniczył w ewakuacji z Węgier (do Szwajcarii lub do Londynu przez Bliski Wschód) wielu wybitnych Polaków. Dzięki jego pomocy między innymi mógł odbyć podróż z Węgier do Londynu i z powrotem emigracyjny działacz Edmund Fietowicz (aresztowany w marcu 1944 r., stracony w Mauthausen). Bardzo silnym ośrodkiem konspiracji było środowisko studenckie.
Już w grudniu 1939 r. powstała Wojskowa Baza Wywiadowczo-Łącznikowa (Baza 1) Związku Walki Zbrojnej. Do maja 1942 r. działała pod kryptonimem „Romek”, później pod kryptonimem „Liszt”. Jej komendantem byli: płk dypl. Alfred Krajewski „Polesiński”, „Jasieńczyk” (od stycznia do lipca 1940), p.o. płk Zygmunt Bezeg „Longin” (od listopada 1940 do stycznia 1941), płk dypl. Stanisław Rostworowski „Rola” (od listopada 1940, faktycznie od stycznia 1941 do maja 1942), płk Franciszek Matuszczak „Dod”, „Ozyrys” (od maja 1942 do lutego 1945), kpt. Maria Gleb-Koszańska (od lutego 1945 do końca działania bazy w 1946).
Istniał też cywilny pion konspiracyjny. W 1940 r. powołano Cywilną Bazę Łączności Zagranicznej (tak zwaną Placówkę „W”). Była bezpośrednim przedstawicielstwem rządu RP na Uchodźstwie i jemu podlegała. Na jej czele stał Edmund Fietowicz. Placówka “W” była Cywilną Bazą Łączności Zagranicznej i Wywiadowczo-Politycznej w Budapeszcie, czyli tajnym przedstawicielstwem Polskiego Rządu Emigracyjnego na Węgrzech, jej kierownik posiadał tytuł wicekonsula. Jej głównym zadaniem było utrzymywanie stałej łączności między rządem polskim a Delegaturą Rządu na Kraj i Naczelnym Dowództwem Armii Krajowej w Polsce.
Członkami powyższych tajnych struktur byli między innymi Stanisław Marusarz (oficjalnie student filozofii w Budapeszcie), Wacław Felczak oraz kurierzy Mieczysław Dąbrowski, Jan Łożański i Andrzej Zahorski. Ten ostatni był kierownikiem grupy akowskiej młodzieży akademickiej. Po wkroczeniu Rosjan do Budapesztu wiosną 1945 r. został rozstrzelany.
W kwietniu 1941 Węgry po raz pierwszy zaangażowały się militarnie po stronie Osi przeciw Jugosławii, przepuszczając wojska niemieckie przez swoje terytorium – oznaczało to nieunikniony konflikt z Wielką Brytanią. Świadomy dalekosiężnych konsekwencji decyzji zerwania z neutralnością kraju, premier Węgier Pál Teleki popełnił samobójstwo.
W czerwcu 1941 Węgry zaangażowały się w wojnę z ZSRR po stronie Niemiec, wysyłając na front kilkudywizyjną 2. Armię (która została prawie całkowicie rozbita nad Donem w styczniu-lutym 1943). W konsekwencji Wielka Brytania jesienią 1941 pod naciskiem Stalina wypowiedziała Węgrom wojnę.
W 1944, kiedy stało się już jasne, że Niemcy przegrają wojnę, Horthy zaczął negocjować odrębny traktat pokojowy z aliantami. Spotkało się to z bardzo ostrą reakcją Hitlera, który wysłał swoje wojsko na terytorium Węgier okupując je 19 marca 1944. Horthy zdecydował się wówczas utworzyć proniemiecki rząd Sztoyaya (dotychczasowego ambasadora Węgier w Berlinie) i nie zaryzykował otwartego starcia z Niemcami, kontynuując jednak poufne kontakty z aliantami zachodnimi (w konsekwencji np. węgierska artyleria przeciwlotnicza nie otwierała ognia do samolotów brytyjskich i amerykańskich przelatujących nad terytorium Węgier dla bombardowania Niemiec). Do czasu zajęcia kraju przez Niemców sprzeciwiał się nazistowskim planom wywozu węgierskich Żydów. Po wkroczeniu Wehrmachtu na Węgry rozpoczęły się pod osobistym kierownictwem Adolfa Eichmanna masowe deportacje kilkuset tysięcy węgierskich Żydów do Auschwitz. Latem 1944, korzystając z gwałtownie pogarszającej się sytuacji militarnej III Rzeszy Horthy zdymisjonował rząd Sztoyaya i wymusił (lipiec 1944) na Niemcach przerwanie deportacji Żydów z terytorium Węgier.
Już po konferencji w Teheranie (28 listopada – 1 grudnia 1943), gdzie Stalin wymusił na Brytyjczykach odstąpienie od lądowania aliantów zachodnich na Bałkanach (co było do tej pory planem Churchilla), los Węgier był przesądzony. Do kraju wkroczyć miała Armia Czerwona.

## Wejście Armii czerwonej na Węgry
Gdy nastąpiło wejście Armii Czerwonej na terytorium Węgier (październik 1944), Horthy próbował poddać Rosjanom wojsko węgierskie na froncie (alianci zachodni odmówili bowiem przyjęcia odrębnej węgierskiej kapitulacji, co próbował uzyskać admirał). Niemcy, którzy od dawna obserwowali te próby, aresztowali go (po porwaniu syna przez komando pod dowództwem Otto Skorzenego) i wywieźli w głąb Rzeszy. Rządy na Węgrzech formalnie objął przywódca strzałokrzyżowców Ferenc Szálasi, w pełni podporządkowany Rzeszy. Jedynym ratunkiem dla budapeszteńskich Żydów do zdobycia miasta przez Armię Czerwoną pozostały wówczas enklawy organizowane przez Raula Wallenberga na bazie nadawanego im szwedzkiego statusu dyplomatycznego. W konsekwencji po zdobyciu miasta tylko w Budapeszcie pozostało przy życiu ok. 90 000 Żydów (w dwóch gettach i enklawach dyplomatycznych).
Po zajęciu Węgier w marcu 1944 r. przez wojska niemieckie aresztowano wielu najwybitniejszych polskich działaczy należących do Komitetu Obywatelskiego ds. Opieki nad Uchodźcami Polskimi, jak i do Placówki „W”. Byli wśród nich m.in. Henryk Sławik, Stefan Filipkiewicz i Andrzej Pysz z Komitetu oraz Edmund Fietowicz, Kazimierz Gurgul i Stanisław Opoka-Loewenstein z Placówki „W”. W następstwie aresztowania, wszyscy oni zginęli w obozach koncentracyjnych. Pozostających na Węgrzech Polaków zaczęto traktować jako „element wrogi”. Większość istniejących obozów dla internowanych została przeniesiona w pobliże granicy austriackiej. W listopadzie 1944 r. w Pákozd koło Székesfehérváru został zastrzelony przez bojówkę strzałokrzyżowców farmaceuta płk Kazimierz Moszczeński (nie był on jedyną ich ofiarą). Wszystkie polskie środowiska poddano gruntownej inwigilacji. Było to podyktowane obawą przed ewentualną rewoltą polskich uchodźców na Węgrzech, działających w porozumieniu z rządem RP na Uchodźstwie. Materiały archiwalne wspominają o umieszczeniu w jednym z obozów agenta gestapo, którego zadaniem było informowanie o nastrojach panujących wśród Polaków. Został jednak zdekonspirowany i zlikwidowany.
Osoby mające na Węgrzech rodziny miały być zatrudnione w pracach rolnych i leśnych. Od tego obowiązku mogły być zwolnione jedynie osoby szczególnie zasłużone dla Węgier lub te, które znalazły się na ich terenie za wstawiennictwem władz niemieckich. Szeregowców i cywilów postanowiono zatrudnić pod kontrolą straży w specjalnych zakładach.
Po okupacji Węgier przez Armię Czerwoną dokonano ostatecznego spisu Polaków na Węgrzech (niektóre obozy przysyłały sprawozdania z podziałem na ludność pochodzenia polskiego i żydowskiego). Zarejestrowano 21 obozów wojskowych, w których przebywało 1430 oficerów (w tym 334 członków ich rodzin) i 3741 szeregowych (w tym 95 członków ich rodzin). Liczbę cywilów oszacowano na 2835 osób. W połowie 1944 r. na Węgrzech w sumie przebywało około 8500 uchodźców. NKWD dokonało aresztowań wśród ekspozytury rządu RP (Marian Steifer, Andrzej Zahorski), aresztowani podobnie jak Raoul Wallenberg.
Większość z uchodźców pozostałych na Węgrzech po 1944 po wojnie powróciła do kraju. Nad Dunajem pozostało tylko kilka skupisk Polonii, z których największe było w Budapeszcie oraz w górniczych miasteczkach Tata i Tatabánya. Ich interesy reprezentowało Polskie Stowarzyszenie Kulturalne na Węgrzech im. Józefa Bema, które powstało pod koniec lat czterdziestych. Ważniejsze zmiany w statusie Polonii węgierskiej nastąpiły dopiero po 1989 r.